# 科斯和迪耶日
科斯和迪耶日（法語：Causse-et-Diège，法語發音：[kos e djɛʒ]）是法国阿韦龙省的一个市镇，属于鲁埃格自由城区。

## 地理
科斯和迪耶日（44°30'50"N, 2°2'54"E）面积29.85 平方千米，位于法国奧克西塔尼大區阿韦龙省，该省份为法国南部内陆省份，位于法國中央高原南部，北起顺时针与康塔爾省、洛泽尔省、加尔省、埃罗省、塔恩省、塔恩-加龙省和洛特省接壤。
与科斯和迪耶日接壤的市镇（或旧市镇、城区）包括：巴拉吉耶多尔特、卡普德纳克加尔、富瓦萨克、诺萨克、萨勒-库尔巴蒂耶斯、维勒讷沃、卡普德纳克、费塞勒、弗龙特纳克。

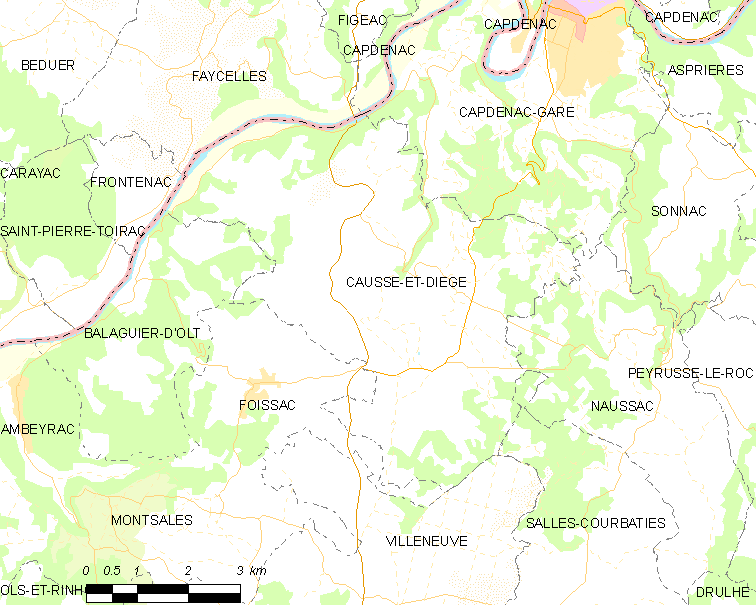
科斯和迪耶日的OSM定位图

科斯和迪耶日的时区为UTC+01:00、UTC+02:00（夏令时）。

## 行政
科斯和迪耶日的邮政编码为12700，INSEE市镇编码为12257。

## 政治
科斯和迪耶日所属的省级选区为洛特-蒙巴济努瓦县。

## 人口

1962-2008年间科斯和迪耶日人口变化图示

科斯和迪耶日于2022年1月1日时的人口数量为783人。